# Markus Suttner
Markus Suttner (Hollabrunn, 1987. április 16. –) osztrák válogatott labdarúgó.

## Sikerei, díjai
- Austria Wien
  - Osztrák kupa: 2008–09
  - Osztrák bajnok: 2012–13